# Kristin Pudenz
Kristin Pudenz  (née le 9 février 1993 à Herford) est une athlète allemande, spécialiste du lancer du disque, vice-championne olympique en 2021 à Tokyo.

## Biographie
En 2017, elle porte son record personnel à 62,89 m à Wiesbaden, puis remporte la médaille d'or des Universiades d'été, à Taipei, avec la marque de 59,09 m.
Elle se classe 11e des championnats du monde 2019 à Doha.
Aux Jeux Olympiques de Tokyo en août 2021, Kristin Pudenz bat son record personnel au cinquième essai de la finale avec 66,86 m pour s'offrir la médaille d'argent, sa première médaille internationale, derrière l'Américaine Valarie Allman. 

## Palmarès
| Date | Compétition                                  | Lieu             | Résultat | Marque  |
| ---- | -------------------------------------------- | ---------------- | -------- | ------- |
| 2009 | Festival olympique de la jeunesse européenne | Tampere          | 3e       | 44,71 m |
| 2013 | Championnats d'Europe espoirs                | Tampere          | 4e       | 55,31 m |
| 2015 | Coupe d'Europe hivernale des lancers espoirs | Leiria           | 1re      | 56,62 m |
| 2015 | Championnats d'Europe espoirs                | Tallinn          | 3e       | 59,94 m |
| 2017 | Universiade                                  | Taipei           | 1re      | 59,09 m |
| 2019 | Ligue de diamant                             | Ligue de diamant | 3e       | 63,73 m |
| 2019 | Championnats du monde                        | Doha             | 11e      | 57,69 m |
| 2021 | Jeux Olympiques                              | Tokyo            | 2e       | 66,86 m |
| 2022 | Championnats du monde                        | Eugene           | 11e      | 59,97 m |
| 2022 | Championnats d'Europe                        | Munich           | 2e       | 67,87 m |
| 2023 | Jeux européens                               | Chorzów          | 1re      | 66,84 m |
| 2023 | Championnats du monde                        | Budapest         | 6e       | 65,96 m |
| 2024 | Jeux olympiques                              | Paris            | 10e      | 60,38 m |

## Records
| Épreuve          | Marque  | Lieu   | Date         |
| ---------------- | ------- | ------ | ------------ |
| Lancer du disque | 67,87 m | Munich | 16 août 2022 |